# Viewtiful Joe: Double Trouble
Viewtiful Joe: Double Trouble (conocido como Viewtiful Joe Scratch! en Japón) es un videojuego de estilo beat'em up y plataformas desarrollado por Clover Studio y publicado por Capcom para Nintendo DS. Llegó al mercado el 2 de noviembre de 2005 en Japón, el 9 de noviembre de 2005 en Estados Unidos y el 24 de febrero de 2006 en Europa.
Viewtiful Joe: Double Trouble tiene un aspecto y una forma de juego similar a sus precuelas, Viewtiful Joe y Viewtiful Joe 2. Sin embargo, su característica principal es el uso de la pantalla táctil como control de juego. Esto permite a los jugadores dividir la perspectiva de la fase a la mitad así como cambiar la pantalla táctil con la pantalla superior y viceversa.

## Poderes VFX y forma de juego
En Viewtiful Joe: Double Trouble existen ahora 6 barras de VFX frente a las 5 que había en los juegos anteriores. Las habilidades Match Speed y Zoom del VFX han sido expiradas. En adición, los jugadores recogen V-Tapes en vez de V-films. La barra de VFX también parece gastarse ligeramente más rápido que en juegos anteriores.
- Slow - Ralentiza el tiempo para conseguir mayor efectividad de daño. Esta es y ha sido la marca de poder de Joe desde el principio de la serie en Viewtiful Joe.
- Split - Permite al jugador dividir la pantalla horizontalmente, pudiendo ser usado para hacer caer diversos objetos sobre distintos enemigos al mismo tiempo que permite a Joe saltar a través de las paredes.
- Scratch - Permite al jugador agitar en torno a la pantalla táctil para hacer caer escombros sobre enemigos aturdidos.
- Slide - Pulsando el botón que aparece en la pantalla táctil se consigue cambiar con la pantalla superior. Este movimiento es parecido al Slow de los 2 primeros juegos, pero permitiendo acceder también a otro nuevo movimiento, Touch.
- Touch - Puede utilizarse para eliminar pequeños enemigos normalmente indestructibles, tales como murciélagos, permitiendo también a su vez voltear o girar interruptores.

## Crítica
La recepción general de Viewtiful Joe: Double Trouble ha estado por encima de la media, siendo buena. IGN lo ha valorado con una nota de 8.5 sobre 10, afirmando que "El juego tiene sus peculiaridades, en su mayoría por encima de las limitaciones técnicas: no es tan rápido y activo como en anteriores juegos de Viewtiful Joe y la sensibilidad de la pantalla táctil puede ser un pequeño inconveniente dentro de las batallas, pero incluso con estas pequeñas rarezas, este juego es una de las maneras más divertidas y creativas de pasar a una consola "tradicional" de juegos con Nintendo DS". GameSpot tiene una opinión similar respecto al juego, valorándolo con un 7.6 sobre 10 y remarcando que "Es un buen lugar para que el querido superhéroe pueda romper en juegos para portátiles", pero también que "La acción y resolución de puzles puede resultar un poco repetitivo a veces y el uso de los poderes del VFX en la pantalla táctil hay que acostumbrarse". Otros como 1up lo han valorado como un juego excelente, declarando que "VJ: Double Trouble ofrece un refrescante juego que vale la pena como juego de acción. Joe corre, salta, golpea y desafía las leyes de la física al igual que los juegos anteriores de VJ y con un puñado de nuevos poderes del VFX que hacen uso de la pantalla táctil de forma retorcida e inteligente".